# Alexander Payne
Alexander Payne (Omaha (Nebraska, Estats Units, 10 de febrer de 1961) és un director de cinema i guionista estatunidenc d'origen grec.

## Biografia
Alexander Payne és d'una família d'origen grec. El seu avi patern va americanitzar el nom de la família, Papadopoulos, en Payne. Titulat d'història i de literatura espanyola a la Universitat Stanford, és igualment titular d'un màster de cinema (UCLA). El seu curt de fi d'estudis, The Passion of Martin, es va presentar l'any 1991 al Festival de Cinema de Sundance.
Payne realitza el seu primer llargmetratge l'any 1996, Ciutadana Ruth, del qual és també coguionista. Rodada a Omaha, la seva ciutat natal, aquesta comèdia satírica li suposa a la seva actriu principal, Laura Dern, el premi d'interpretació al Festival de Montreal. El realitzador segueix a continuació al mateix registre amb L'Arriviste (1999), una sàtira sobre l'èxit a l'americana interpretada per Matthew Broderick i Reese Witherspoon.
L'any 2001, signa el guió de Parc Juràssic III de Joe Johnston, abans de dedicar-se a l'escriptura i a la realització de About Schmidt. Aquest drama posa en escena un antic corredor d'assegurances qui perd tots els seus contactes, paper que permet a Jack Nicholson assolir el Globus d'Or al millor actor dramàtic, i a Alexander Payne de recollir, en companyia de Jim Taylor, el del millor guió. Un premi que els dos obtenen de nou l'any 2005 (a la millor comèdia) per a Entre copes, quart lliurament del realitzador, que segueix l'itinerari mogut de dos amics a la carretera dels vins a Califòrnia.
Va tenir una aventura l'any 2003 amb l'actriu Sandra Oh i ho van deixar l'any 2006. És membre del Jurat del Festival internacional del film de Thessalonique 2004, sota la presidència de Miklós Jancsó, i amb sobretot Valerio Adami i Arsinée Khanjian com altre membre del jurat.
L'any 2005 és president del jurat de la secció oficial paral·lela Un Certa Mirada en el 58 Festival de Canes. L'actriu americana Betsy Blair, la periodista canadenca Katia Chapoutier i el realitzador i guionista francès Gilles Marchand formen part del jurat.
Va ser membre del Jurat dels llargmetratges del Festival de Canes 2012 (65a edició), amb Diane Kruger, Emmanuelle Devos i Ewan McGregor, sota la presidència de Nanni Moretti. Va ser president del jurat del Festival internacional de cinema de Thessalonica 2013.

### Director
- 1996: Ciutadana Ruth
- 1999: Election
- 2002: About Schmidt
- 2004: Entre copes (Sideways)
- 2011: The Descendants
- 2013: Nebraska
- 2017: Downsizing

Curts
- 1985: Carmen
- 1991: The Passion of Martin
- 2006: Paris, je t'aime - segment districte14
- 2009: Hung (sèrie TV) - episodi pilot

### Productor o productor delegat
- 2004: L'assassinat de Richard Nixon (The Assassination of Richard Nixon) de Niels Mueller
- 2006: Gray Matters de Sue Kramer
- 2007: The Savages de Tamara Jenkins
- 2007: King of California de Mike Cahill
- 2009-2011: Hung (sèrie TV) - 26 episodis
- 2009: Saidoweizu de Cellin Gluck
- 2011: Cedar Rapids de Miguel Arteta
- 2014: Kumiko, the Treasure Hunter de David Zellner
- 2017: Crash Pad de Kevin Tent

### Guionista
Alexander Payne és d'altra banda coguionista amb Jim Taylor de tots els seus films com a realitzador, excepte Nebraska.
- 2001: Jurassic Park III de Joe Johnston
- 2007: I Now Pronounce You Chuck and Larry de Dennis Dugan
- 2009: Saidoweizu de Cellin Gluck (història i personatges)

### Actor
- 2006: Paris, je t'aime - segment districte 20 (Père-Lachaise) de Wes Craven: Oscar Wilde

## Premis i nominacions

### Premis
- 2002: LAFCA al millor film: About Schmidt
- 2004: LAFCA al millor film: Entre copes
- 2005: Oscar al millor guió adaptat per a Entre copes (compartit amb Jim Taylor)
- 2011: LAFCA al millor film: The Descendants
- 2011: Premi Satellite al millor guió adaptat de The Descendants de Kaui Hart Hemmings per a The Descendants.
- 2012: Premis Independent Spirit al millor guió per a The Descendants (compartit amb Nat Faxon i Jim Rash).
- 2012: Oscar al millor guió adaptat per a The Descendants (compartit amb Nat Faxon i Jim Rash)